# Liste der Biografien/Richl
Liste der Biografien |
Portal Biografien |
Personensuche
# |
A |
B |
C |
D |
E |
F |
G |
H |
I |
J |
K |
L |
M |
N |
O |
P |
Q |
R |
S |
T |
U |
V |
W |
X |
Y |
Z |
?
 
Ra |
Rb |
Rd |
Re |
Rh |
Ri |
Rj |
Rk |
Rl |
Rm |
Rn |
Ro |
Rr |
Rs |
Rt |
Ru |
Rv |
Rw |
Rx |
Ry |
Rz
 
Ria |
Rib |
Ric |
Rid |
Rie |
Rif |
Rig |
Rih |
Rii |
Rij |
Rik |
Ril |
Rim |
Rin |
Rio |
Rip |
Riq |
Rir |
Ris |
Rit |
Riu |
Riv |
Riw |
Rix |
Riy |
Riz
 
Rica |
Ricb |
Ricc |
Rice |
Rich |
Rici |
Rick |
Ricl |
Rico |
Ricq |
Rics |
Rict |
Ricu |
Ricz
 
Richa |
Richb |
Richd |
Riche |
Richg |
Richi |
Richl |
Richm |
Richn |
Richo |
Richr |
Richs |
Richt |
Richu |
Richw |
Richz
Die Liste der Biografien führt alle Personen auf, die in der deutschsprachigen Wikipedia einen Artikel haben. Dieses ist eine Teilliste mit 12 Einträgen von Personen, deren Namen mit den Buchstaben „Richl“ beginnt.

## Richl

### Richle
- Richle, Urs (* 1965), Schweizer Schriftsteller und Ingenieur
- Richler, Mordecai (1931–2001), kanadischer Schriftsteller, Drehbuchautor und Essayist

### Richli
- Richli, Anna (1884–1954), Schweizer Schriftstellerin
- Richli, Emil (1904–1934), Schweizer Radrennfahrer
- Richli, Paul (* 1946), Schweizer Rechtswissenschaftler
- Richli, Walter (1913–1944), Schweizer Radrennfahrer
- Richlin, Maurice (1920–1990), US-amerikanischer Drehbuchautor
- Richlind, deutsche Adlige
- Richling, Alexander (* 1975), deutscher Leichtathlet
- Richling, José (1874–1950), uruguayischer Diplomat
- Richling, Mathias (* 1953), deutscher Kabarettist, Parodist, Autor und SchauspielerMathias Richling (* 1953)

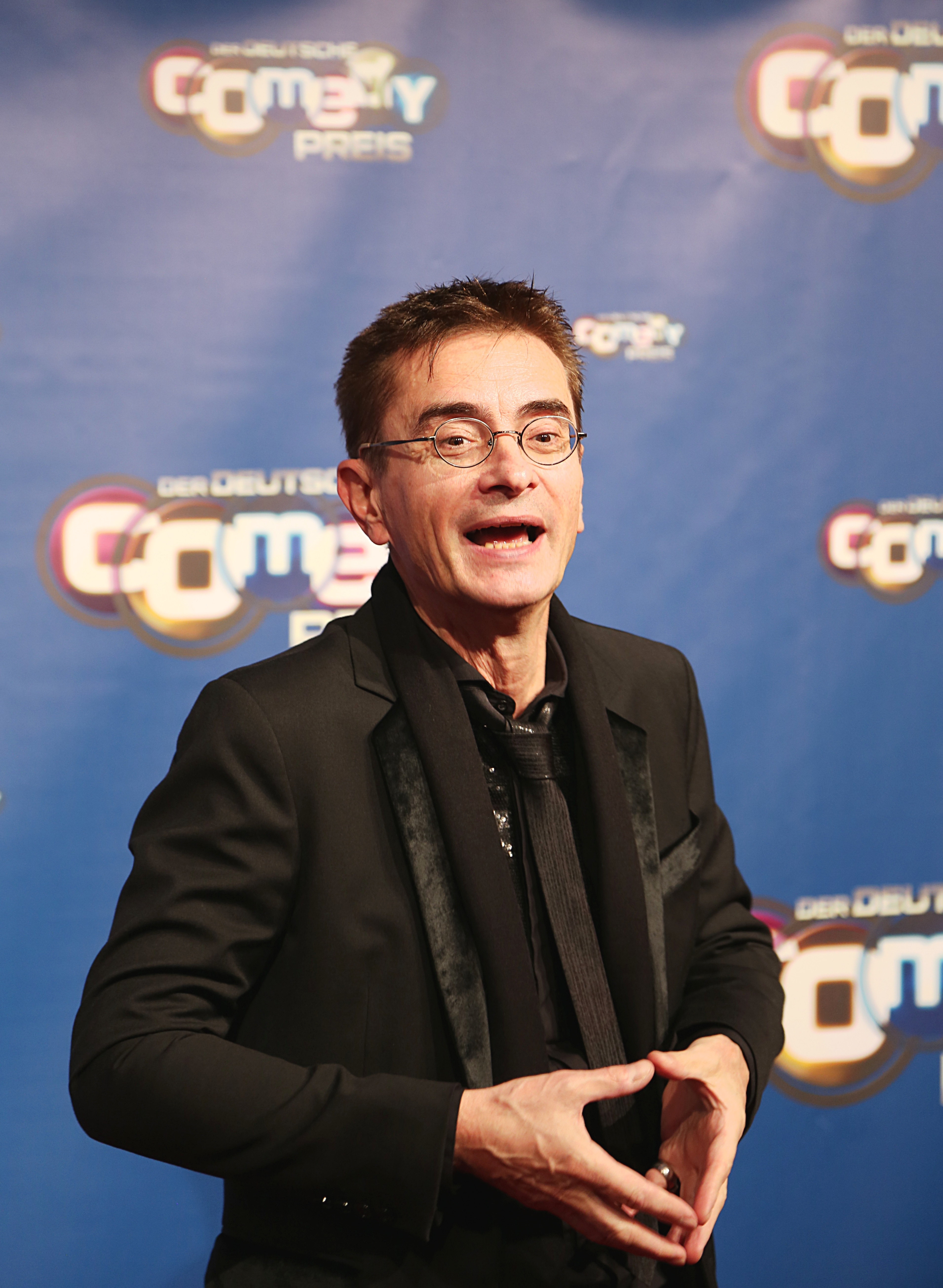
Mathias Richling (* 1953)

### Richly
- Richly, Rudolph (1886–1975), österreichischer Landschafts-, Veduten-, Genre- und Stilllebenmaler